# Gruenewaldia
Gruenewaldia is een geslacht van uitgestorven tweekleppigen uit de familie van de Myophoriidae.

## Soort
- Gruenewaldia woehrmanni (Bittner, 1895) †